# Bhind
Bhind é uma cidade e um município no distrito de Bhind, no estado indiano de Madhya Pradesh.

## Geografia
Bhind está localizada a 26° 34′ N, 78° 47′ L. Tem uma altitude média de 143 metros (469 pés).

## Demografia
Segundo o censo de 2001, Bhind tinha uma população de 153 768 habitantes. Os indivíduos do sexo masculino constituem 54% da população e os do sexo feminino 46%. Bhind tem uma taxa de literacia de 69%, superior à média nacional de 59,5%; com a literacia masculina sendo de 76% e a literacia feminina de 60%. 15% da população está abaixo dos 6 anos de idade.